# Abdelkhalek Hamidouch
Abdelkhalek Hamidouch, né le 10 mars 1991 à Al Hoceïma, est un footballeur marocain évoluant au poste de défenseur au Naft Al-Junoob SC.